# Crinozoa
Crinozoa zijn een onderstam van stekelhuidige dieren. Ze worden ook wel zeelelieachtigen genoemd. 
De groep wordt verder verdeeld in verschillende klassen, die in vergelijking met andere stekelhuidigen zoals zeesterren vrij ongekend zijn. De zeelelies zijn de enige groep die enige bekendheid geniet, onder meer omdat een aantal soorten als aquariumdier wordt gehouden. Het is daarnaast ook de enige groep die levende vertegenwoordigers kent, al zijn ook de meeste zeelelies alleen als fossiel bekend. 

## Klassen
De stam van de Crinozoa wordt verdeeld in de volgende klassen:
- Paracrinoidea †
- Zeelelies (Crinoidea)
- Cystoidea †